# Mélida
Mélida est une ville et une commune de la Communauté forale de Navarre (Espagne).
Elle est située dans la zone non bascophone de la province, dans la mérindade de Tudela et à 61,70 km de sa capitale, Pampelune. Le castillan est la seule langue officielle alors que le basque n’a pas de statut officiel. Le nombre d'habitants en 2004 était de 785.

## Histoire
Auger de Mauléon (décédé en 1318) qui en était seigneur, céda la seigneurie à l'abbaye voisine de La Oliva. En 1378, lors de la guerre entre la Navarre et la Castille, Mélida fut conquise par les Castillans et la majorité de la population dut s'enfuir. Des privilèges furent accordés aux habitants en réparation des pertes subies, privilèges confirmés par Jean II en 1498

## Démographie
| Évolution démographique                                | Évolution démographique | Évolution démographique | Évolution démographique | Évolution démographique | Évolution démographique | Évolution démographique | Évolution démographique | Évolution démographique | Évolution démographique | Évolution démographique |
| 1996                                                   | 1998                    | 1999                    | 2000                    | 2001                    | 2002                    | 2003                    | 2004                    | 2005                    | 2006                    | 2007                    |
| ------------------------------------------------------ | ----------------------- | ----------------------- | ----------------------- | ----------------------- | ----------------------- | ----------------------- | ----------------------- | ----------------------- | ----------------------- | ----------------------- |
| 844                                                    | 827                     | 822                     | 814                     | 791                     | 785                     | 754                     | 762                     | 762                     | 766                     | 785                     |
| Sources: Mélida et instituto de estadística de navarra |                         |                         |                         |                         |                         |                         |                         |                         |                         |                         |

### Sources
- (es) Cet article est partiellement ou en totalité issu de l’article de Wikipédia en espagnol intitulé « Mélida » (voir la liste des auteurs).